# Fritz Römer
Hermann Joseph Fritz Römer (Moers, 10 aprile 1866 – Francoforte sul Meno, 20 marzo 1909) è stato uno zoologo tedesco.

## Biografia
Dal 1889 studiò scienze naturali presso l'Università di Jena, in seguito conseguì la laurea, con la tesi sullo sviluppo dell'armadillo. Nel 1892 iniziò a lavorare come assistente di Ernst Haeckel (1834-1919) a Jena, dove si concentrò sullo studio che coinvolge la formazione della pelle e dei capelli nei vertebrati. Nel mese di aprile 1898 diventò assistente presso il Museo zoologico di Berlino.
Nell'estate del 1898, con lo zoologo Fritz Schaudinn (1871-1906) e con l'esploratore Theodor Lerner (1866-1931), intraprese una spedizione scientifica a Svalbard a bordo del peschereccio Helgoland. Nelle acque intorno a Svalbard, gli scienziati si sono riuniti per collezionare la fauna marina del luogo. Questi esemplari zoologici, insieme alle conoscenze acquisite nella spedizione, servirono come punto focale nella pubblicazione di Schaudinn intitolata "Fauna Arctica", un'importante opera sulla fauna artica, formata da sei volumi.
La missione ebbe anche un significato dal punto di vista geografico; in particolare servì per tracciare la prima mappa accurata di Kong Karls Land. Inoltre, la nave Helgoland è anche accreditata per aver circumnavigato a Nordaustlandet, in senso antiorario.
Nel 1899 Römer iniziò a lavorare presso l'Istituto di zoologia dell'Università di Breslavia sotto la direzione di Willy Kükenthal (1861-1922). Nel 1907 fu nominato direttore scientifico del Senckenberg Naturmuseum a Francoforte sul Meno, posizione che ha mantenuto fino alla sua morte avvenuta nel 1909.

## Opere
- Über den Bau und die Entwickelung des Panzers der Gürteltiere (tesi).
- Fauna arctica; eine Zusammenstellung der arktischen Tierformen, mit besonderer Berucksichtigung des Spitzbergen-Gebietes auf Grund der Ergebnisse der Deutschen Expedition in das Nörliche Eismeer im Jahre 1898, (1900–1933, 6 volumi; con Fritz Richard Schaudinn, August Brauer (1863–1917) e Walther Arndt 1891–1944).
  - Einleitung, Plan des Werkes und Reisebericht, 1900, (in Fauna arctica pp. 1–84).
  - Die Siphonophoren, 1902, (in Fauna arctica pp. 169–184) - Siphonophora
  - Die Ctenophoren, 1904, (in Fauna arctica pp. 65–90) - Ctenophora.